# مستقيمات العيينة
مستقيمات العُيَيْنَة أو أركوستيماتا أو رتيبة أركوستيماتا archostemata هي أصغر رتيبة من الخنافس وتضم أقل من خمسين نوع معروف تنتضم في خمس عائلات وهي تعتبر من سلالات الخنافس القديمة إذ انها تمتلك العديد من الخصائص البدائية وتتشابه في شكلها مع الخنافس الإحفورية التي ظهرت قبل حوالي 220 مليون سنة.

## أصنوفات
الأصنوفات الأدنى لهذا الكائن:
- كود سباركل
- تحديث القائمة

فصيلة:Crowsoniellidae 
اسم علمي: Crowsoniellidae

فصيلة:Cupedidae 
اسم علمي: Cupedidae

فصيلة عليا:Cupedoidea 
اسم علمي: Cupedoidea

فصيلة:Jurodidae 
اسم علمي: Jurodidae

فصيلة:Magnocoleidae 
اسم علمي: Magnocoleidae

فصيلة:Micromalthidae 
اسم علمي: Micromalthidae

فصيلة:Obrieniidae 
اسم علمي: Obrieniidae

فصيلة:Ommatidae 
اسم علمي: Ommatidae

فصيلة:Triadocupedidae 
اسم علمي: Triadocupedidae